# 왕룽의 대지

《왕룽의 대지》는 2000년 1월 1일부터 2000년 4월 16일까지 방영된 SBS 주말극장이다.

## 기획 의도
1989년 KBS 미니시리즈 《왕룽일가》의 10년 후 이야기를 다룬 작품으로, 자기 정체성을 잃어버리고 엉거주춤하게 변모해가는 주인공 왕룽과 가치관의 혼란으로 흔들리는 찬새미 주민들의 삶의 형태를 보여주며, 땅의 소중함과 그들 나름의 삶의 방식을 찾아내는 과정을 그린다.

## 등장 인물
- 박인환 : 왕룽 역
- 김영옥 : 오란 역
- 박혜숙 : 은실네 역
- 최주봉 : 쿠웨이트 박 역
- 김자옥 : 교하댁 역
- 배종옥 : 미애 역
- 방은진
- 선동혁 : 석구 역
- 조민수 : 서울댁 역
- 장항선 : 이수 역
- 장혁 : 김봉필 역
- 소지섭 : 박민호 역
- 박시은 : 박화정 역
- 배민희 : 명숙 역
- 이원종 : 홍씨 역
- 성동일
- 조용태 : 형수 역
- 조민희
- 이요섭
- 김용건
- 정혜영
- 김승민
- 김미희 - 수진 역
- 엄수진
- 손민우
- 김영철
- 김형범
- 원숙희
- 이다연
- 백승욱
- 김민정

## 수상 경력
- 2000년 SBS 연기대상 남자 최우수연기상 박인환
- 2000년 SBS 연기대상 남자 신인상 소지섭
- 2000년 SBS 연기대상 남자 신인상 장혁

## 참고 사항
- 장혁 (봉필 역)은 해당 작품 뿐 아니라 영화 《화산고》 촬영 스케줄과 맞물려 KBS 2TV 《성난 얼굴로 돌아보라》 캐스팅 제의를 고사했으며 당시 이 작품에서 장혁 자리에는 이민우가 대신[2] 출연하였다.